# I Guess That’s Why They Call It the Blues
I Guess That’s Why They Call It the Blues ist ein Lied des britischen Musikers Elton John, das im April 1983 erschien.

## Entstehung und Veröffentlichung
Geschrieben wurde das Lied gemeinsam von Elton John, Davey Johnstone und Bernie Taupin. Für die Produktion zeichnete Chris Thomas verantwortlich. Stevie Wonder spielt ein Mundharmonika-Solo.
Die Erstveröffentlichung von I Guess That’s Why They Call It the Blues erfolgte als Single am 22. April 1983 bei Rocket Records. Diese erschien als 7″-Single mit der B-Seite Lord Choc Ice – Choc Ice Goes Mental (Katalognummer: 812 168-7). Im Laufe des Jahres erschienen weltweit weitere verschiedene Singleausführungen mit den B-Seiten Tortured (Katalognummer: 812 798-7), The Retreat (Katalognummer: Geffen 7-29460) oder auch Dreamboat (Katalognummer: 7PP-123). Am 23. Mai 1983 erschien das Lied als Teil von Elton Johns 17. Studioalbum Too Low for Zero (Katalognummer: 811 052-1).

## Musikvideo
Beim Musikvideo führte der Australier Russell Mulcahy Regie. Es erzählt die Geschichte von einem jungen Paar in den 1950er Jahren, das getrennt wurde, weil der Mann zum Militär einberufen wird, zeigt die Irrungen und Wirrungen, die er dort erlebt, und wie sie am Ende des Liedes wieder vereint sind. Es wurde im Rivoli Ballroom in London gedreht. 
Es enthält eine der seltenen Aufnahmen, bei denen Elton John ohne Brille zu sehen ist (ab 2:40 und 3:26).

## Rezensionen
Bill Janovitz von Allmusic schrieb:

„‚I Guess That’s Why They Call It The Blues‘ wird wahrscheinlich den Test der Zeit als Standard bestehen. […] John ist ein Meister der Stimmung; der Song ist ein warmes, nostalgisches, beruhigendes und sehr emotionales Stück Melancholie. Das Erreichen des herzzerreißenden Höhepunkts im Refrain ist das mehrmalige – ‚Warte auf mich, Mädchen / weine in der Nacht, wenn es hilft‘ – die Melodie alleine bewegt das Herz. […] Wie bei dem Songtext hat die Musik mehr als einen Hauch von Nostalgie, mit einem Rhythm-and-Blues-Shuffle im Stil der 50er Jahre, einem jazzigen Klavierthema und einem inspirierten Mundharmonikasolo im Stil von Toots Thielemans von Stevie Wonder. Das aufsteigende Solo versetzt das Lied in neue Höhen, der Schmerz des Gefühls ist in jeder Note spürbar.“

## Kommerzieller Erfolg

### Chartplatzierungen
| ChartsChartplatzierungen       | Höchstplatzierung | Wochen |
| ------------------------------ | ----------------- | ------ |
| Deutschland (GfK)              | 22 (11 Wo.)       | 11     |
| Schweiz (IFPI)                 | 12 (4 Wo.)        | 4      |
| Vereinigte Staaten (Billboard) | 4 (23 Wo.)        | 23     |
| Vereinigtes Königreich (OCC)   | 5 (15 Wo.)        | 15     |

| ChartsJahrescharts (1984)      | Platzierung |
| ------------------------------ | ----------- |
| Vereinigte Staaten (Billboard) | 33          |

### Auszeichnungen für Musikverkäufe
| Land/Region                  | Auszeichnungen für Musikverkäufe (Land/Region, Auszeichnung, Verkäufe) | Verkäufe  |
| ---------------------------- | ---------------------------------------------------------------------- | --------- |
| Neuseeland (RMNZ)            | 2× Platin                                                              | 60.000    |
| Vereinigte Staaten (RIAA)    | Platin                                                                 | 1.000.000 |
| Vereinigtes Königreich (BPI) | Platin                                                                 | 600.000   |
| Insgesamt                    | 4× Platin ·                                                            | 1.660.000 |

Hauptartikel: Elton John/Auszeichnungen für Musikverkäufe